# M (1951)
M ist ein in Schwarzweiß gedrehter US-amerikanischer Film noir von Joseph Losey aus dem Jahr 1951. Es handelt sich um eine Neuverfilmung des deutschen Kriminalfilms M – Eine Stadt sucht einen Mörder (1931) von Fritz Lang. Wie in Langs Original schildert der Film die Hetzjagd der organisierten Unterwelt auf einen gesuchten Kindermörder, verlegt aber die Handlung vom Berlin der Weltwirtschaftskrise in das Los Angeles der Nachkriegszeit. Beide Versionen wurden von Seymour Nebenzahl produziert.

## Handlung
Ein Kindermörder versetzt Los Angeles in Angst und Schrecken. Alle Opfer wurden getötet, ohne sexuell missbraucht zu werden. Eine im Fernsehen ausgestrahlte Aufklärungskampagne der Polizei führt zu wiederholten Übergriffen gegen Unschuldige, aber nicht zur Ergreifung des Täters. Der um seine Popularität besorgte Bürgermeister übt Druck auf Polizeichef Regan und Inspektor Carney aus, so bald wie möglich den Schuldigen zu präsentieren. Die Polizei lädt in einer groß angelegten Aktion einschlägig Vorbestrafte vor und führt Razzien in von der Halb- und Unterwelt frequentierten Lokalitäten durch.
Gangsterboss Marshall sieht durch die polizeilichen Aktivitäten seine Geschäfte gefährdet und befiehlt, den gesuchten Kindermörder in einer von organisierten Kriminellen, Jugendbanden und Informanten gemeinsam durchgeführten Aktion ausfindig zu machen. Das Vorhaben gelingt; bei dem Versuch, ein junges Mädchen zu entführen, wird der Serientäter Martin Harrow erkannt und von einem Jugendlichen mit einem „M“ (für „murderer“, dt. „Mörder“) auf der Kleidung kenntlich gemacht. Harrow flüchtet sich mit dem Kind in das Bradbury Building. In einem rücksichtslos durchgeführten Manöver – so misshandeln die Verfolger unter anderem einen Wachmann des Gebäudes – können die Gangster Harrow aufspüren und vor ein Femegericht stellen. Marshall lädt einen hochrangigen Pressevertreter ein, da er sich der Öffentlichkeit als treusorgender Bürger präsentieren möchte. Er zwingt den alkoholkranken Anwalt Langley, Harrows „Verteidigung“ in dem „Prozess“ zu übernehmen. Als Langley während seines Plädoyers stattdessen Marshall und seine Spießgesellen anklagt, erschießt Marshall ihn. Kurz bevor Harrow, der seine Taten mit der Gewalttätigkeit der ihn umgebenden Welt zu erklären versucht, dem lynchwütigen Mob zum Opfer fällt, wird er von der eintreffenden Polizei gerettet, um vor ein ordentliches Gericht gestellt zu werden.

## Hintergrund

### Original und Neuverfilmung
Der Produzent Seymour Nebenzahl hatte die Idee eines Remakes von M – Eine Stadt sucht einen Mörder an Fritz Lang herangetragen. Lang, der das letzte Mal 1933 mit Nebenzahl in Das Testament des Dr. Mabuse gearbeitet hatte, lehnte eine Neuverfilmung mit Nachdruck ab. Daraufhin betraute Nebenzahl Joseph Losey mit der Neuverfilmung, ein Umstand, der zum dauerhaften Bruch zwischen Nebenzahl und Lang führte. Die Rechte hatte Nebenzahl – laut Aussage Langs – kurz nach dem Zweiten Weltkrieg bei Langs Ex-Frau Thea von Harbou erworben. Lang bestand auch darauf, das Remake nie gesehen zu haben. Die öffentlich ausgetragene Fehde zwischen den beiden Männern veranlasste Nebenzahl, seine Gründe für eine Neuverfilmung in einem Zeitungsartikel zu erklären. So gab er an, dass die psychologische Herangehensweise des Originals „antiquiert“ sei und die Problematik des Sexualstraftäters und seiner „Bedrohung für die Gesellschaft“ aktueller denn je. Die Fassung von 1951 betont allerdings, dass der Täter seine Opfer nicht sexuell misshandelt, lediglich die erotisch besetzte Fixierung des Täters auf die Schuhe und Schnürsenkel der Kinder wird angedeutet.
Nebenzahl produzierte M mit seiner eigens gegründeten Filmproduktionsgesellschaft Superior Films. Losey bekannte später in einem Interview, dass er aufgrund des Klassikerstatus von Langs Film den Regieauftrag nur widerwillig angenommen habe. Ausschlaggebend sei für ihn letztlich gewesen, mit Hauptdarsteller David Wayne drehen zu können, und das Bedürfnis, in Zeiten politischer Repressalien in Hollywood (während der viele linke Filmschaffende ihre Arbeit verloren, siehe Hollywood Ten und McCarthy-Ära) die Gelegenheit zur Arbeit nicht ungenutzt verstreichen zu lassen.
Die Neuverfilmung verlegt das Geschehen von Berlin nach Los Angeles, orientiert sich aber weitestgehend am Original, bis hin zu einzelnen Szenen und Motiven wie der Mutter, die verzweifelt rufend auf ihr Kind wartet, und dem verirrten Luftballon, der von dessen Tod kündet. Der im Original ein Lied pfeifende Mörder spielt im Remake auf einer Flöte, um seine Opfer anzulocken, wie ein „pervertierter Rattenfänger von Hameln“ (Foster Hirsch). Zu den Erweiterungen gehören eine Armee von Taxifahrern, die ebenfalls im Auftrag der Unterwelt Ausschau nach dem Mörder hält, und ein Psychologe, den die Polizei konsultiert, um Vorbestrafte zu untersuchen und ein Täterprofil zu erhalten. Auch gibt es Anspielungen auf das aktuelle politische Klima in den USA: Eine Zeugin, die trotz einer gegenteiligen Aussage insistiert, dass ein gesuchtes Kind ein rotes Kleid getragen habe, wird gefragt, ob sie Kommunistin sei, und über dem finalen Tribunal, das in einem Parkhaus abgehalten wird, prangt ein Schild mit der Aufschrift „Keep to Right“ („Rechts halten“).

### Produktion und Filmstart
Die Dreharbeiten fanden im Frühjahr und Frühsommer 1950 statt. Losey drehte Teile des Films im verfallenden und später komplett modernisierten Stadtteil Bunker Hill von Los Angeles und im nahe gelegenen Bradbury Building, in dem unter anderem auch Szenen zu Opfer der Unterwelt (1950), Chinatown (1974) und Blade Runner (1982) aufgenommen wurden. Regieassistent war Robert Aldrich, damals ein regelmäßiger Mitarbeiter Loseys.
M startete 1951 in den USA im Verleih der Columbia Pictures und am 25. April 1952 in der Bundesrepublik Deutschland. Trotz positiven Echos in der amerikanischen Presse bei der Uraufführung litt M unter Repressionen, die die Aufführung behinderten; so verbot die Zensurbehörde des Bundesstaates Ohio den Film (eine Entscheidung, die später vom Supreme Court aufgehoben wurde), und in Los Angeles bildeten sich Protestzüge vor den Kinos wegen der an der Produktion des Films beteiligten „Known Reds“ („bekannten Roten“). Losey und die Darsteller Howard Da Silva, Luther Adler und Karen Morley waren von Kollegen und in der antikommunistischen Publikation Red Channels („Rote Kanäle“) der Nähe zur oder Mitgliedschaft in der Kommunistischen Partei bezichtigt worden. Da Silva, Morley und Drehbuchautor Waldo Salt wurden vor das Komitee für unamerikanische Umtriebe geladen, verweigerten die Aussage und fanden lange Jahre keine Beschäftigung mehr in Hollywood. Losey entzog sich der Vorladung durch die Emigration nach Europa.
Wegen der Kontroversen, die den Film umgaben, zog Columbia M bald aus den Kinos zurück. In späteren Jahren war M nur selten zu sehen, gewöhnlich im Rahmen eines Festivals wie dem Melbourne International Film Festival 1981 oder der Berlinale 2013. Nebenzahl produzierte nur noch einen weiteren Film, den in der Bundesrepublik gedrehten Bis zum Ende aller Tage (1961).

## Kritik
M erhielt bei seinem Kinostart vor allem Lob für die effektvolle Verwendung von Originalschauplätzen in Los Angeles, darunter vom Motion Picture Daily und dem Hollywood Reporter, erntete aber auch Kritik. So bezeichnete Variety den Film als „grausam“, die New York Times sprach von einem „entsetzlichen“ und „nur für Erwachsene geeigneten Produkt“. In Frankreich honorierten Raymond Borde und Etienne Chaumeton M in ihrem 1955 erschienenen Standardwerk Panorama du film noir américain 1941–1953 als „würdiges Freudianisches Remake“.
Retrospektiv wurde M positiv besprochen, jedoch nicht ohne Vorbehalte: Für Tom Milne vom Time Out Film Guide litt der Film trotz seiner „exzellenten ersten Hälfte“ und David Waynes darstellerischer Leistung unter einem schwachen Ende. Leonard Maltin sprach von einer „interessanten, intelligenten Neuinterpretation“. Das Lexikon des internationalen Films dagegen wertete den Versuch, den Schauplatz aus dem Berlin der frühen 1930er Jahre in das Los Angeles von 1950 zu verlagern, als misslungen: „Die Story vom pathologischen Kindermörder, den die Unterwelt in Konkurrenz zur Polizei selbst zur Rechenschaft zieht, entzieht sich weitgehend der Übertragung auf amerikanische Verhältnisse […] und wirkt auf deutsche Betrachter schon deshalb wenig überzeugend.“

## Analyse

### Mund der Film noir
James Naremore sah den Film noir der 1940er Jahre in zwei Lager gespalten, den des „Humanismus und politischen Engagements“ auf der einen, den des „Zynismus und der Misanthropie“ (vertreten etwa durch Alfred Hitchcock und Billy Wilder) auf der anderen Seite. Linke Regisseure wie Joseph Losey, Robert Rossen und Jules Dassin erweiterten die vertrauten Film-noir-Geschichten um eine soziale Komponente, so auch M oder Loseys Dem Satan singt man keine Lieder, eine „klassenbewusste Version von Frau ohne Gewissen“ (Naremore). Thom Andersen schuf für diese um „größeren psychologischen und sozialen Realismus“ bemühten Filme den Begriff Film gris. Zwar zählte Andersen M nicht zum engen Kreis dieser Filme, akzeptierte aber Naremores Vorschlag, diesen einzubeziehen: „[M] ist eine glaubwürdige, unterbewertete Verlagerung von Langs Film von Berlin nach Los Angeles, in der die Verbindung von krimineller Unterwelt und monopolistischem Kapital noch offenkundiger ist als im Original. […] er enthält die beeindruckendsten, vor Ort entstandenen Aufnahmen aller in Los Angeles angesiedelten Noirs vor Rattennest.“
Visuell entdeckte James Morrison schon in der Eröffnungssequenz zeitgemäße Noir-Konventionen, die die Distanz zwischen Loseys Remake und Langs Film betonten. Die Beschaffenheit der Bilder teile die „aschfarbene, scharfkantige Körnigkeit der durch den Neorealismus beeinflussten, pseudodokumentarischen Thriller […] des Hollywood-B-Films der späten [19]40er Jahre“. Gegen Langs „stilisierte, abstrakte Städtelandschaft“ setze Losey den „unentrinnbaren Realismus“ des Drehens am Originalschauplatz, gegen Langs „Spätexpressionismus“ einen „abgemilderten Neorealismus“. Jedoch verzichtete Losey auf andere Noir-Elemente wie das gerade in den semidokumentarischen Film noirs obligatorische Voice-over (vgl. etwa Das Haus in der 92. Straße und Stadt ohne Maske) oder bewährte Figuren wie die Femme fatale.

### Massenmedien
Edward Dimendberg sah in Loseys Neuverfilmung eine verstärkte Rolle der Massenmedien gegenüber dem Original. Den von Gangsterboss Marshall eingeweihten Zeitungsherausgeber, der mit seinem Artikel Marshall zu einem besseren Image verhelfen soll, deutet Dimendberg als die dritte Macht, die neben Gangstern und Polizei die Stadt beherrscht. Doch ungeachtet der bedeutenden Rolle der Printmedien vermittele der Film eine noch gewichtigere Neuerung: die zunehmende Einflussnahme des Fernsehens und die Art und Weise, wie dieses die Gestalt und die Gemeinschaft der Stadt formt. „Während die Bewohner von Berlin aus Tageszeitungen und […] Fahndungsplakaten von den Kindesmorden erfahren, beziehen die Einwohner von Bunker Hill […] ihre Informationen primär aus Fernsehausstrahlungen, die sie gemeinsam in der Öffentlichkeit ansehen. […] M unterstreicht den Einzug des neuen Mediums Fernsehen als kulturelle Macht.“ Anders als in Langs Film schicke der Mörder bei Losey kein Bekennerschreiben an die Zeitung in einer Welt, deren Gesicht sich durch Fernseh-Livereportagen verändert habe. Dimendberg betonte zudem die politische Dimension des Mediums, ablesbar an dem Umstand, dass der Film in demselben Jahr erschien, in dem die Verhöre vor dem Komitee für unamerikanische Umtriebe umfangreichen Sendeplatz im Fernsehen erhielten.

### Verbrecher und Gesetzeshüter
Für Foster Hirsch waren Loseys frühe amerikanische Filme Angriffe auf den gesellschaftlichen Status quo und Anspielungen auf die antikommunistische „Hexenjagd“. „Die Protagonisten […] sind soziale Außenseiter, die gnadenlos von einer Gemeinschaft von Frömmlern gejagt werden, die kein Abweichen von der Norm duldet.“ Brian Neve deutete die porträtierte Gesellschaft als „ebenso verstört“ wie den Verbrecher, den sie jagt, und entdeckte Parallelen zwischen Gangstern und Gesetzeshütern: „Die Polizei gleicht den Gangstern, wenn sie auch weniger rücksichtslos und effektiv ist.“
Als einen weiteren Punkt, der Verbrecher und Polizisten bei Losey einander ähnlicher erscheinen lasse als noch in Langs Film, nennt Autor Tony Williams das Fehlen einer Figur wie Inspektor Lohmann. Zwar äußere Loseys Inspektor Carney Zweifel, dass der von einem Kollegen erhoffte gewaltsame Tod des Kindermörders alle Probleme lösen werde, doch sei auch Carney ein Rädchen in einer unerbittlich arbeitenden Maschinerie, und die im Hintergrund des letzten Filmbildes stehenden Polizisten glichen Gestapo-Agenten. Lediglich das Aufbegehren von Anwalt Langley deute kurz die Möglichkeit an, dass sich trotz des trost- und hoffnungslosen Finales Dinge ändern könnten.

### Individuum und Gesellschaft
Foster Hirsch deutete Loseys Protagonisten M als eine Person, die „eher Hilfe braucht als die Verfolgung als Krimineller“ und, so Andrew Spicer, als das Produkt einer „entfremdenden, materialistischen Gesellschaft, die ihre eigenen Außenseiter produziert“. In einem Interview ging Losey noch weiter und nannte das Bild, das Langs Film vom Verbrecher zeichnete, „unaufgeklärt und rückständig“: „Die Haltung der Filmemacher und der Gesellschaft zu jener Zeit war, dass ein Triebtäter […] ein Monster war, das sogar von der kriminellen Unterwelt zur Strecke gebracht werden sollte“ (Losey). Dieser Sichtweise Loseys schlossen sich Filmhistoriker nicht an. In Spicers Augen appellierte auch Langs Original an den Zuschauer, „Verständnis für diese Person aufzubringen statt sie als verabscheuenswürdigen Paria abzuqualifizieren“, und deutete an, dass „in uns allen das Potenzial zu kriminellem und abweichendem Verhalten steckt“. In beiden Versionen, resümierte Hirsch zur Problematik Individuum und Gesellschaft, werde der Aktionismus von Gruppen als „bedrohlich, roboterhaft und den Einzelnen auslöschend“ angesehen.